# Lucas Cardoso
Lucas Emmanuel Cardoso (Carmen de Areco, Buenos Aires, Argentina, 4 de agosto de 1992) es un futbolista ítalo-argentino. Juega de arquero y su equipo actual es el club ASD Audace en la categoría Eccellenza en Italia.

## Trayectoria

### Inicios
El jugador Ítalo-argentino comenzó su carrera a los 8 años jugando para el Club Los Vascos de Carmen de Areco. En aquella categoría 92, jugó formando parte de un muy buen equipo que llegó a ser campeón de varios campeonatos de la mano de los entrenadores Rubén Casco y Fernando Ochoaizpur.

### Club Atlético Banfield
En el año 2008 es incorporado a la séptima división del Club Atlético Banfield donde jugó hasta la tercera división, jugando más de 120 partidos en todas las categorías, debutando en la reserva de dicho club con tan solo 16 años y obteniendo dos títulos con la cuarta división y reserva.

### Club Atlético Brown
A mitad del 2012 lo transfirieron al Club Atlético Brown. Club donde en el año 2013 se consagraría campeón del torneo de la Primera B Metropolitana y lograría el ascenso a la primera B Nacional, Segunda División de la Asociación del Fútbol Argentino, de la mano del entrenador Pablo Vicó.

### Club Deportivo Armenio
Luego del ascenso a la B nacional, en junio de 2013 es transferido al Club Deportivo Armenio donde jugó hasta diciembre de 2015 e hizo su debut deportivo como futbolista profesional de la mano del entrenador Federico Hernán Domínguez.

### Club Deportivo América
Al finalizar su contrato profesional en el año 2016 es transferido al Club América de Piran, donde jugó dos temporadas consecutivas del Torneo Federal B Complementario de la mano del entrenador Hugo Tenaglia.

### Club Independiente de Trelew
En el comienzo de 2017 es cedido a préstamo al Club Independiente de Trelew, en donde fue una de las piezas fundamentales para lograr la clasificación por el ascenso al Torneo Federal B.

### Club Atlético Sportsman
Luego de la finalización del préstamo es transferido al Club Atlético Sportsman, donde formó parte del plantel profesional que disputó el torneo 2017-2018 del Torneo Federal B.

### ASD Audace
A mediados del año 2018 es contratado por el club ASD Audace, donde es parte del plantel profesional y está disputando el campeonato 2018-2019 de la categoría Eccellenza en el Ginore B de Lazio.

## Clubes
| Club                    | País      | Año           |
| ----------------------- | --------- | ------------- |
| Club Atlético Banfield  | Argentina | 2008 - 2012   |
| Club Atlético Brown     | Argentina | 2012 - 2013   |
| Club Deportivo Armenio  | Argentina | 2013 - 2016   |
| Club Deportivo América  | Argentina | 2016-2017     |
| Club Independiente TW   | Argentina | 2017          |
| Club Atlético Sportsman | Argentina | 2018          |
| Club ASD Audace         | Italia    | 2018-presente |

## Palmarés

### Campeonatos nacionales
| Título     | Club                | País      | Año  |
| ---------- | ------------------- | --------- | ---- |
| Nacional B | Club Atlético Brown | Argentina | 2013 |